# William Kraan
William/Willem Kraan (Londen, 12 november 1878 – Soest, 31 december 1947) was een Nederlands journalist en politicus in Suriname.

## Biografie
Hij werd geboren als zoon van Willem Kraan (1843-1902) en Louise Thonneij (1843-1929). Zijn vader kwam uit Nederland (afkomstig uit Waddinxveen) maar zelf was hij geboren in Engeland waar zijn ouders toen woonden. Later woonde het gezin in Amsterdam en Nieuwer-Amstel. Rond 1893, hij was toen nog maar 14 jaar, ging hij naar Suriname waar hij huis-onderwijzer werd bij een gezin van J.R.C. Gonggrijp op de plantage Nijd en Spijt. Daarna ging hij als administrateur werken op plantage Mariënbosch en vervolgens in Paramaribo bij een kantoor in goudzaken.
Hij was 19 toen hij reporter werd bij het door ds. Hoekstra opgerichte nieuwsblad Onze West die hem in het begin hielp bij het schrijven van krantenartikelen. In 1900 volgde hij Hoekstra op als redacteur van die krant. Enige tijd later kwam hij in conflict met de firma Heyde die eigenaar was van de krant. Kraan wilde de krant kopen maar de onderhandelingen daarover mislukten waarna hij vertrok naar de firma Oliviera waar een andere krant werd gemaakt. Bij 'Onze West' werd hij opgevolgd door R.A.P.C. (Richard) O'Ferrall. Kraan richtte in 1909 De West op; een krant waarvan hij de redacteur werd.
Begin van de 20e eeuw waren hij en Willem Campagne de belangrijkste bevorderaars van de zwemsport in Suriname. In 1902 richtte hij met dr. Meurs de zwemclub Club Kraan op waarvan de leden regelmatig in het Saramaccakanaal zwommen.
Hij was ook politiek actief. Nadat het Statenlid A.R. Bueno in 1913 was opgestapt werd Kraan bij tussentijdse verkiezingen verkozen tot lid van Koloniale Staten. Enkele dagen voor de verkiezingen stond hij terecht voor "... aanranding van het gezag of belediging van de gouverneur ..." naar aanleiding van een door hem geschreven tekst in De West. Kort na die verkiezingen werd hij veroordeeld tot 3 maanden gevangenisstraf maar nog dezelfde dag verleende de gouverneur hem gratie. In 1914 en 1920 werd Kraan herkozen maar bij de parlementsverkiezingen van 1926 behaalde hij te weinig stemmen om aan te kunnen blijven. In 1928 werd hij wel verkozen. Bij de verkiezingen van 1946 stelde hij zich niet meer verkiesbaar. In totaal was hij ruim dertig jaar Statenlid.
Nadat David Findlay in 1943 teruggekeerd was naar Suriname verkocht Kraan De West aan hem. Rond 1946 keerde Kraan terug naar Nederland waar hij eind 1947 op 69-jarige leeftijd overleed. Postuum werd het William Kraanplein in Paramaribo naar hem vernoemd.